# Japanska bibelsällskapet
Japanska bibelsällskapet bildades 1937 för att översätta Bibeln till japanska. Det bildades med hjälp av National Bible Society of Scotland (NBSS, senare Scottish Bible Society), American Bible Society, och British and Foreign Bible Society.
Cirka 2 390 000 biblar, översatta till japanska, gavs ut åren 1945–1948.
1969 blev sällskapet en oberoende organisation, utan ekonomiskt stöd från sina systersällskap i västvärlden. De menar att över en miljon biblar säljs årligen i Japan, inklusive en mangabibel.

### Fotnoter
1. 1 2  ”JBS Brief History”. Arkiverad från originalet den 9 augusti 2017. https://web.archive.org/web/20170809235312/http://www.bible.or.jp/e/brief_history.html. Läst 1 september 2012.